# LaShauntea Moore
LaShauntea Moore (née le 31 juillet 1983 à Akron) est une athlète américaine spécialiste du 100 et du 200 mètres.

## Carrière
Elle s'illustre durant la saison 1999 à Bydgoszcz lors des premiers Championnats du monde jeunesse, compétition mettant aux prises les meilleurs athlètes internationaux de moins de dix-huit ans. Elle y remporte le titre du 200 m avec le temps de 23 s 38 et se classe par ailleurs quatrième de l'épreuve du 100 m. En 2004, l'Américaine remporte le titre du 200 m des Championnats NCAA en plein air mais est éliminée en demi-finale des Jeux olympiques d'Athènes.
En 2007, LaShauntea Moore établit un nouveau record personnel sur 200 m avec le temps de 22 s 46. Elle termine septième des Championnats du monde d'Osaka (22 s 97) et prend la troisième place de la finale mondiale de l'IAAF. Auteur d'un nouveau record personnel sur 100 m en 10 s 03 durant les séries des sélections américaines pour les Jeux olympiques de Pékin, elle ne se classe que huitième de la finale avec le temps de 11 s 22. Elle connait la même désillusion l'année suivante en terminant dernière de la finale des Championnats des États-Unis qualificatifs pour les Championnats du monde de Berlin.
Elle égale son record personnel du 200 m en début de saison 2010 lors de la réunion de Baie-Mahault, en Guadeloupe. Le 30 mai 2010, lors du meeting de Maringá au Brésil, LaShauntea Moore court pour la première fois de sa carrière sous les onze secondes au 100 mètres en signant le temps de 10 s 97 dans des conditions de vent régulières (+1,2 m/s). Cinq jours plus tard, Moore établit un nouveau record personnel sur 200 m en remportant le meeting d'Oslo en 22 s 38, mais l'Américaine est disqualifiée par le jury d'appel après avoir empiété sur le couloir voisin, laissant la victoire à Carmelita Jeter.

## Records personnels
- 100 m : 11 s 03 (2008)
- 200 m : 22 s 46 (2007 et 2010)

## Palmarès
| Année | Compétition                    | Lieu      | Résultat | Épreuve | Temps   |
| ----- | ------------------------------ | --------- | -------- | ------- | ------- |
| 1999  | Championnats du monde jeunesse | Bydgoszcz | 4e       | 100 m   | 11 s 66 |
| 1999  | Championnats du monde jeunesse | Bydgoszcz | 1re      | 200 m   | 23 s 38 |
| 2007  | Championnats du monde          | Osaka     | 7e       | 200 m   | 22 s 97 |
| 2007  | Finale mondiale                | Stuttgart | 3e       | 200 m   | 22 s 78 |